# Люботен (община Щип)
Вижте пояснителната страница за други значения на Люботен.
Люботен (на македонска литературна норма: Љуботен) е село в община Щип, Северна Македония.

## География
Люботен е селце разположено на 9 километра югоизточно от град Щип.

## История
В XIX век Люботен е едно от не многото изцяло български села в Щипска кааза на Османската империя. Според статистиката на Васил Кънчов („Македония. Етнография и статистика“) от 1900 година селото има 120 жители, всички българи християни.
Населението на селото е под върховенството на Българската екзархия. В статистиката на секретаря на екзархията Димитър Мишев от 1905 година („La Macédoine et sa Population Chrétienne“) Люботино (Lioubotino) е посочено като село със 160 жители българи екзархисти.
При избухването на Балканската война в 1912 година 5 души от Люботен са доброволци в Македоно-одринското опълчение.
След Междусъюзническата война в 1913 селото остава в Сърбия. Поради отказа на жителите му да се обявят за сърби, властите изгарят 17 къщи в селото, включително и българското училище. Отвлечени и убити са 13 мъже и две жени от селото. През 1915 година като отмъщение няколко десетки сръбски войници са убити край селото от четата на Иван Бърльо и местни жители.
В 1923 година при Люботен чета на ВМРО напада сръбска рота войници.
Църквата „Отсичане на главата на Йоан Кръстител“ е изградена и осветена в 1936 година. Църквата е изписана.

## Личности
Родени в Люботен
- Гьоро Арсов (Гьоре Люботенски) (1876 – ?), деец на ВМОРО и ВМРО
- Траян Лакавишки (? – 1944), войвода на ВМРО